# Rua da Galeria de Paris
A Rua da Galeria de Paris é um arruamento na freguesia de Vitória da cidade do Porto, em Portugal.

## Origem do nome
Aquando da abertura da rua, em 1903, a ideia original era construir uma cobertura envidraçada, à semelhanças de idênticas galerias parisienses, daí o que escolhido.

## História

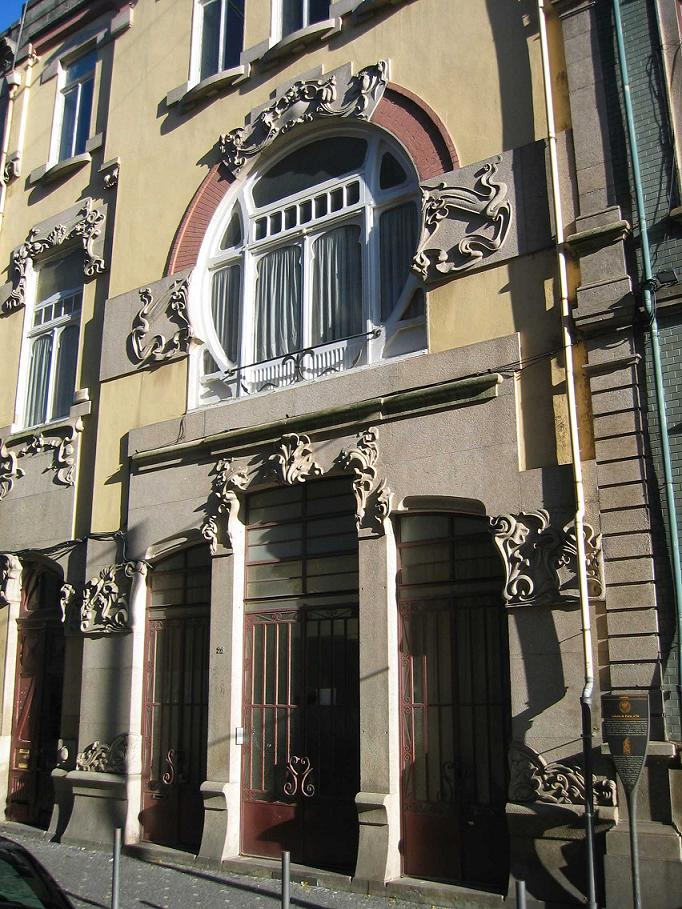
Casa estilo Arte Nova

Aberta em 1903, no quarteirão anteriormente ocupado pelo convento das Carmelitas, os prédios que ladeiam a Rua da Galeria de Paris são elegantes e de boa traça, com destaque para o número 28, casa em estilo Arte Nova.
Ao longo da segunda metade do século XX, os armazéns de tecidos foram ocupando grande parte dos edifícios da rua. Na esquina da rua da Galeria de Paris com a rua das Carmelitas ficam os populares Armazéns Marques Soares e, do outro lado, está a Fernandes, Mattos & C.ª, casa de tecidos fundada em 1886.
De local triste e pouco habitado da Baixa do Porto, a rua da Galeria de Paris tornou-se, em pouco tempo, naquilo que é muitas vezes referido como um dos centros da movida portuense, fenómeno semelhante ao Bairro Alto. Tudo começou em 2007, com a abertura de um bar numa antiga livraria. O calendário variado de eventos que desenvolveu, com destaque para os concertos de jazz, desencadeou o surgimento de outros espaços, tornando este num local da moda da noite do Porto, especialmente aos fins de semana.

## Pontos de interesse
- Casa Arte Nova (n.º 28).

## Acessos
- Estação São Bento (300 m para SE)
- Linhas 22 (elétrico), 200, 201, 207, 300, 302, 304, 305, 400, 501, 507, 601, 602 e 703 dos STCP.